# Pseudaulacaspis chinensis
Pseudaulacaspis chinensis är en insektsart som först beskrevs av Cockerell in Craw 1896.  Pseudaulacaspis chinensis ingår i släktet Pseudaulacaspis och familjen pansarsköldlöss. Inga underarter finns listade i Catalogue of Life.